# Christopher Zeller
Christopher Zeller (München, 14 september 1984) is een professionele Duitse hockeyer. Hij is een aanvaller/strafcornerspecialist. Zeller verruilde in 2007 HC Bloemendaal voor Rot-Weis Köln. In 2003 debuteerde hij in de Duitse hockeyploeg.
In het seizoen 2006-2007 werd Zeller, bijgenaamd Chrissi, met 46 goals topscorer van de Rabo Hoofdklasse bij de mannen. In 2007 verhuisde hij naar Rot Weiss Köln. Hij begon daar op een lager niveau (1e klasse), maar leidde de club in het eerste jaar naar promotie en in zijn tweede jaar (Seizoen 2008-2009) naar het Duitse kampioenschap. Zeller zelf werd topscorer.
¹=5 april 2007
Hij speelde tussen 1995 en 1998 ook amateurvoetbal.

## Clubs
| Periode   | Club                      | Land      |
| --------- | ------------------------- | --------- |
| 1989-1995 | MTV München               | Duitsland |
| 1995-1998 | TSV Forstenried (Voetbal) | Duitsland |
| 1998-2006 | Münchner SC               | Duitsland |
| 2006-2007 | HC Bloemendaal            | Nederland |
| 2007-     | Rot-Weis Köln             | Duitsland |

## Erelijst
- 2000 –  European Youth Trophy U16 in Catania
- 2001 –  European Youth Trophy U18 in Hamburg
- 2001 –  Wereldkampioenschap junioren in Hobart
- 2002 –  Europees kampioenschap U21 in Lausanne
- 2003 –  Europees kampioenschap in Barcelona
- 2004 –  Olympische Spelen in Athene
- 2005 –  Europees kampioenschap in Leipzig
- 2005 – 4e Champions Trophy in Chennai
- 2006 –  Champions Trophy in Terrassa
- 2006 –  WK hockey in Mönchengladbach
- 2007 – 4e Europees kampioenschap in Manchester
- 2008 –  Olympisch kwalificatietoernooi, Kakamigahara
- 2008 –  Olympische Spelen in Peking
- 2009 –  Europees kampioenschap in Amstelveen
- 2010 – 4e Champions Trophy in Mönchengladbach
- 2011 –  WK zaalhockey in Poznan
- 2012 –  Olympische Spelen in Londen
- 2014 – 6e WK hockey in Den Haag

## Onderscheidingen
- 2006 – FIH Junior Player of the World
- 2007 – Gouden Stick

Clemens Arnold · 
Christoph Bechmann · 
Sebastian Biederlack · 
Philipp Crone · 
Eike Duckwitz · 
Christoph Eimer · 
Björn Emmerling · 
Florian Kunz  · 
Björn Michel · 
Sascha Reinelt · 
Justus Scharowsky · 
Ulrich Moissl · 
Christian Schulte · 
Tibor Weißenborn · 
Timo Weß · 
Matthias Witthaus · 
Christopher Zeller · 
Coach: Bernhard Peters
Sebastian Biederlack · 
Moritz Fürste · 
Tobias Hauke · 
Florian Keller · 
Oliver Korn · 
Niklas Meinert · 
Jan-Marco Montag · 
Maximilian Müller · 
Carlos Nevado · 
Max Weinhold · 
Tibor Weißenborn · 
Benjamin Weß · 
Timo Weß  · 
Philip Witte · 
Matthias Witthaus · 
Christopher Zeller · 
Philipp Zeller · 
Coach: Markus Weise
Oskar Deecke · 
Florian Fuchs · 
Moritz Fürste · 
Martin Häner · 
Tobias Hauke · 
Oliver Korn · 
Maximilian Müller  · 
Jan-Philipp Rabente · 
Thilo Stralkowski · 
Max Weinhold · 
Christopher Wesley · 
Benjamin Weß · 
Timo Weß · 
Matthias Witthaus · 
Christopher Zeller · 
Philipp Zeller · 
Coach: Markus Weise